# Губер Борис Олександрович
Бори́с Олекса́ндрович Гу́бер (* 21 березня 1891 — † 5 лютого 1919, біля м. Красне, Львівської області) — полковник, командир Літунського полку УГА.

## Життєпис
Народився 21 березня 1891. Походив із дворян Московської губернії.

Борис Губер (третій справа) із колегами та полоненими австрійськими льотчиками після бою 6 серпня 1916

Літак «Нюпор 23», на якому літав Борис Губер у 1917

### У російській армії
Закінчив Псковський кадетський корпус. 12 лютого 1910 р. вступив на службу рядовим у 20-й стрілецький полк.
З 1911 по 1913 роки навчався у Віленському військовому училищі. 3 вересня 1915 р. закінчив курс Військової школи льотчиків-розвідників і поступив на службу в 19-й корпусний авіаційний загін.
6 вересня 1916 р. біля міста Рожище Борис Губер разом із своїм напарником Георгієм Башинським збили австрійський літак «Альбатрос». Пізніше збив ще 2 літаки супротивника.
У 1917 р. закінчив Севастопольську військову авіаційну школу в селищі Кача.

### На службі Україні
У 1918 р. вступив на українську військову службу. Служив в Одеському авіаційному дивізіоні Армії Української Держави. Згодом був помічником командира 2-го Подільського дивізіону з муштрової та технічної частини.
Наприкінці 1918 р. у складі дивізіону прибув до м. Красне, де розташовувався Летунський відділ Української Галицької армії, й обійняв посаду помічника командира Летунського відділу з технічної частини, керував курсом підготовки старшин та підстаршин авіації. Організатор авіації УГА сотник Петро Франко так згадував про Бориса Губера:

| Тоді, коли полковника Канукова всюди повно: в бараках, гангарах, майстернях, коло скорострілів, полковник Губер сидів у своїй кімнаті. Це була мовчазна людина, москаль з походження, який важко переживав драму російської армії. |
5 лютого 1919 р. проводив практичне заняття по вивченню німецької авіаційної бомби, яка несподівано вибухнула. Загинув разом із кількома курсантами.
Похований у м. Красне.